# Xazade Bajazeto
Xazade Bajazeto (em turco otomano: Şehzade Bayezid; 1525 - 25 de setembro de 1561) foi um príncipe otomano (em turco:  şehzade) como filho do sultão Solimão I (também conhecido como Solimão, o Magnífico) e de sua esposa legal, Hürrem Sultan. Ele sem sucesso se revoltou para conquistar o trono do Império Otomano. Após a morte de três dos filhos de Solimão, apenas Bajazeto e Selim estavam vivos. No curso da década de 1550, quando Solimão já estava em seus 60 anos, uma competição prolongada pelo trono entre Bajazeto e Selim era evidente. Irritado pela desobediência de Bajazeto, que se originou em torno dos mesmos anos, Bajazeto tinha caído em desgraça com seu pai, em oposição ao seu irmão Selim (que acabaria por suceder como Selim II). Depois de uma rebelião encenada, que foi suprimida em 1559 por Selim (que foi ajudado ainda mais por Solimão e Sokollu Mehmet Pasha), ele fugiu para o Império Safávida, onde foi recebido de todo o coração e generosamente por Tamaspe I. No entanto, em 1561, a insistência de Solimão durante todo o período de seu exílio (e por meio de vários grandes pagamentos grandes), Tamaspe permitiu que Bajazeto fosse executado por um carrasco otomano.